# Kathrein-Werke
Kathrein-Werke KG a fost o companie germană care la un moment dat era unul dintre cei mai mari producători de antene GSM din lume, cu venituri de 1,3 miliarde euro în 2007.
Compania deținea 57 de subsidiare și companii asociate, în care lucrau 6.500 de angajați în anul 2008.

## Kathrein în România
Compania deținea o fabrică de asamblare de antene la Timișoara, realizată printr-o investiție totală de 8,5 milioane de euro demarată în 1997 și care ajunsese la un spațiu de producție de 6.000 mp.
Aceasta era singura fabrică de antene GSM din România.
Kathrein-Werke mai deținea în România și compania Romkatel.
Număr de angajați în 2010: 550
Cifra de afaceri
- 2010: 44,7 milioane euro[5]
- 2009: 37 milioane euro[6]